# 楽寿園
楽寿園（らくじゅえん）は、静岡県三島市一番町19-3にある公園・動物園。三島市が運営する有料施設である。

## 歴史

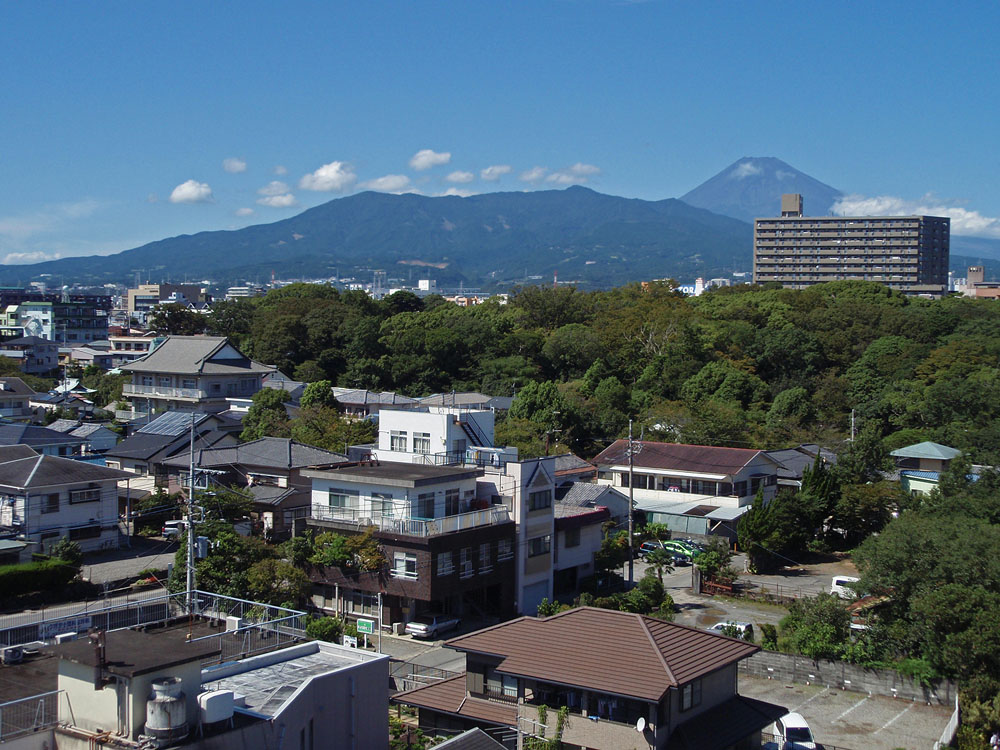
三島市街と楽寿園の森

古墳時代の居住地の跡はみられないが、墓地の形跡はあり、近くには2基の古墳が確認されている。現在の楽寿園のある場所は古くは小浜山と呼ばれ、愛染院（三嶋大社別当。安政の大地震により全壊後本格的には再建されず、明治初期の神仏分離令により廃寺）、浅間神社、広瀬神社の社寺域であった。1890年（明治23年）、この場所に小松宮彰仁親王の別邸が造営された。彰仁の没後、1911年（明治44年）に韓国王世子である李垠の別邸となり、昌徳宮と呼ばれた。
1927年（昭和2年）、昌徳宮は伊豆半島出身の資産家である緒明圭造へ売却された。1952年（昭和27年）には敷地を三島市が購入し、同年7月15日から三島市立の公園として一般公開された。1954年（昭和29年）には小浜池（こはまがいけ）と周囲の自然林・植生を含む庭園が、国の天然記念物および名勝に指定された。2012年（平成24年）9月24日、伊豆半島ジオパークのジオサイトとして指定された。
楽寿園の地形をつくる三島溶岩流は、下層部が約1万7千年前、上層部が約1万500年前の富士山の噴火で流出したもの。この三島溶岩流は露頭している。この地形を生かした日本庭園と共に小規模の遊園地と動物園も併設されている。かつてはインドゾウやキリンなどの大型動物も飼育されていたこともあった。2011年（平成23年）6月26日には開園以来2000万人の入園者を記録した。

## 主な施設

### 楽寿館
1890年（明治23年）に建てられた京都風の高床式数寄屋造りの建物。館内には、滝和亭など帝室技芸員の6人を含む明治時代の画家の作品が展示されている。内部は一般公開されている。

### 小浜池
小浜池（こはまがいけ）は、楽寿園の敷地内南側にある湧水によって形成された池である。
三嶋大社の祭典中、大祭は沼津の千本浜で浜下りが行われ、小祭は小浜で浜下りが行われたことから、「小浜池」と呼ばれるようになったとも言われている。蓮沼川（宮さんの川）と源兵衛川の起点となっている。池の水位は季節によって変化し、降水量の多い夏期に増加、冬季に減少する。かつては三島湧水群を代表する水量を誇ったが、1962年（昭和37年）頃から湧水の枯渇が続いており、工業用水の汲み揚げとの関係が指摘されている。
この小浜池では1930年（昭和5年）にミシマバイカモ（Ranunculus nipponicus var. japonicus）が発見されている。

### 三島市郷土資料館
三島市郷土資料館は、三島市周辺地域の歴史・文化・人々の暮らしを紹介する博物館である。入館料は無料。

### 蒸気機関車静態保存
楽寿園の園内には1972年（昭和47年）からC58形322号機が静態保存されている。通常はボランティアが清掃・管理しており、旧国鉄やJRのOBでつくる「東海鉄道OB会三島支部」が春と秋の年2回拭き掃除などを行っている。

### どうぶつ広場
園内にある小動物園。
- 主な動物：ホオジロカンムリヅル、ショウジョウトキ、オグロプレーリードッグ、ベネットワラビー、アルパカ、ヤクシマヤギ、シロテテナガザル、ニホンザル、コモンリスザル等
- かつてはキリンの「いずみ」(1958年-)、「キリ雄」(-1991年)、「たか子」(1977-2002年)や、インドゾウの「ふじ子」（1954-1990年）[10]といった大型動物も飼育展示されていた。[11]

### どうぶつふれあい広場
来客と動物がじかに触れ合う広場。
- 主な動物：カピバラ、ロップイヤー、モルモット、コンゴウインコ、オオバタン、セキセイインコ、ハリネズミ、インドホシガメ等

## 風景

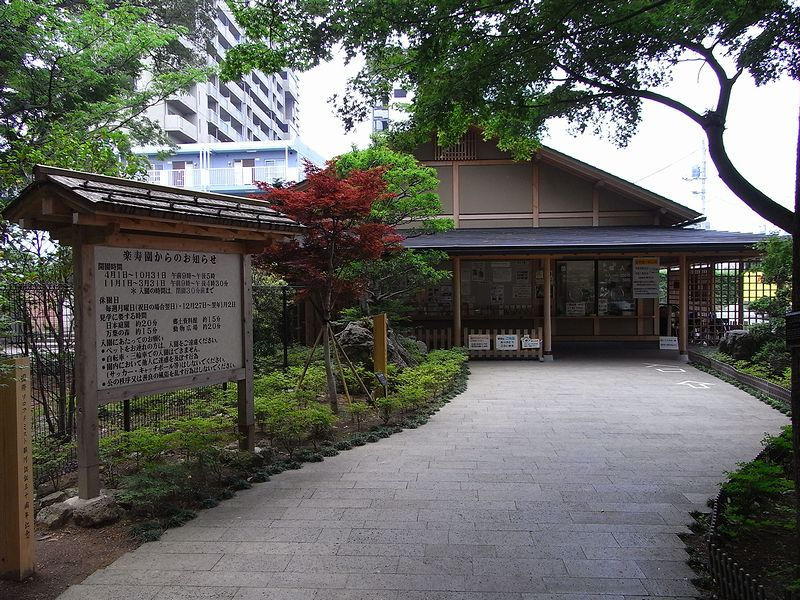
正門脇の案内（2008年6月18日撮影）
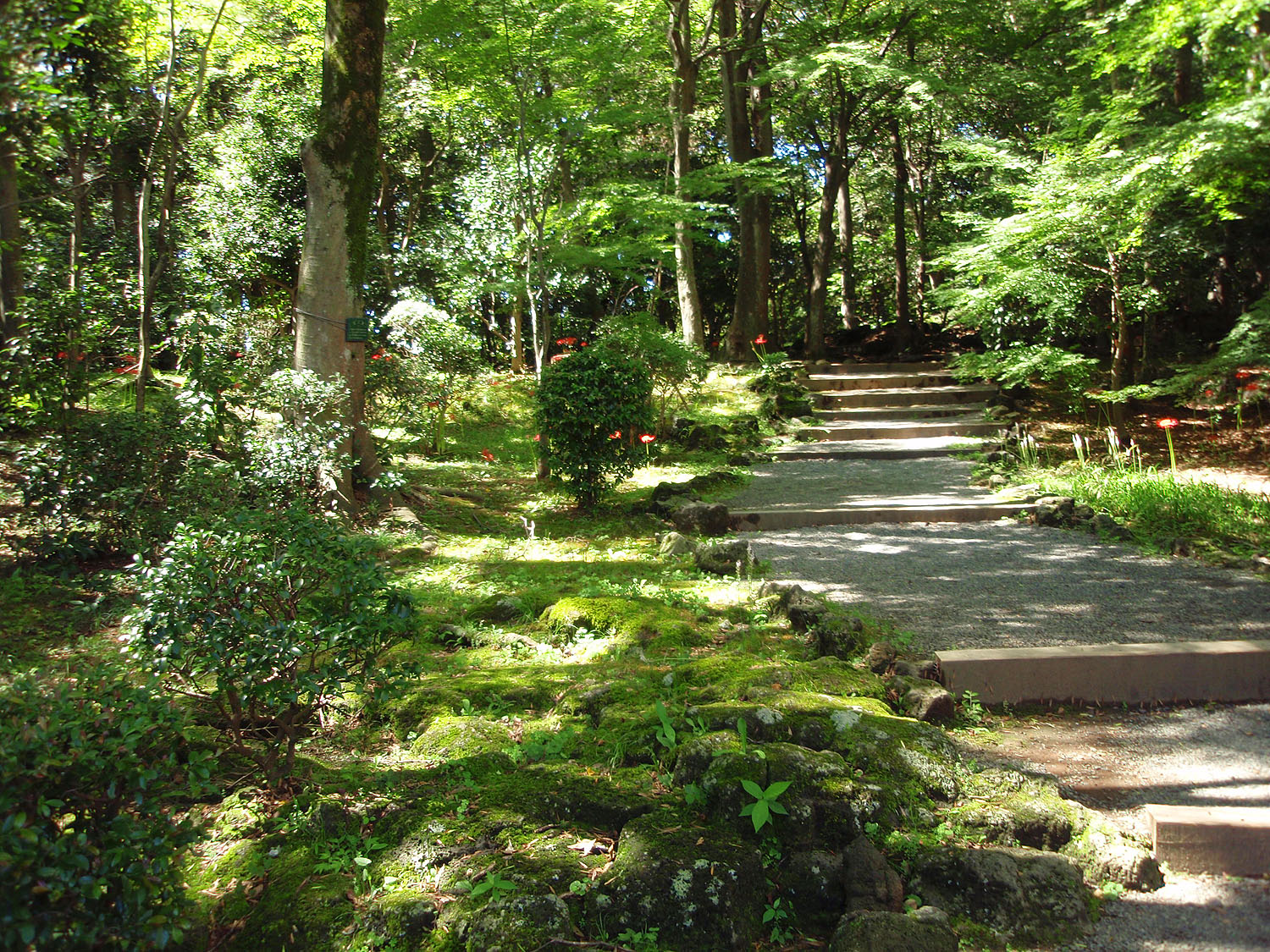
正門近くの歩道
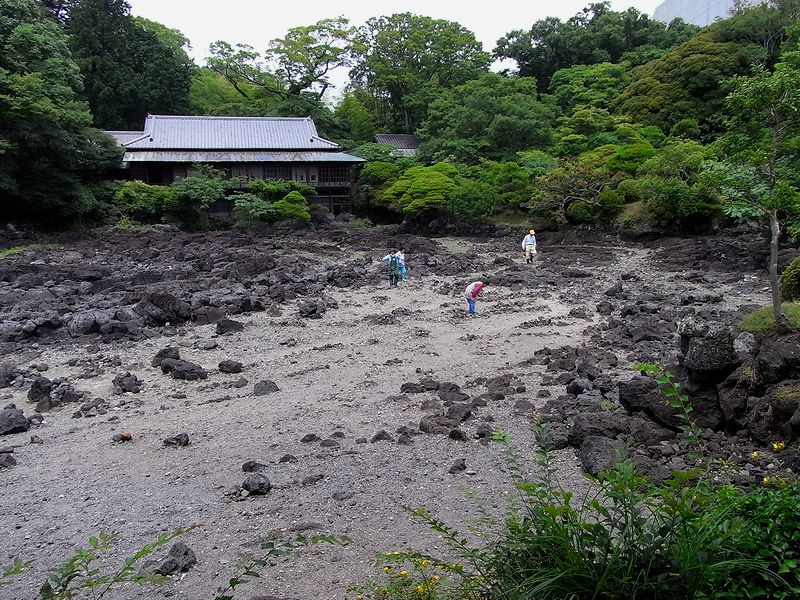
楽寿館と小浜池、湧水が枯渇している（2008年6月18日撮影）
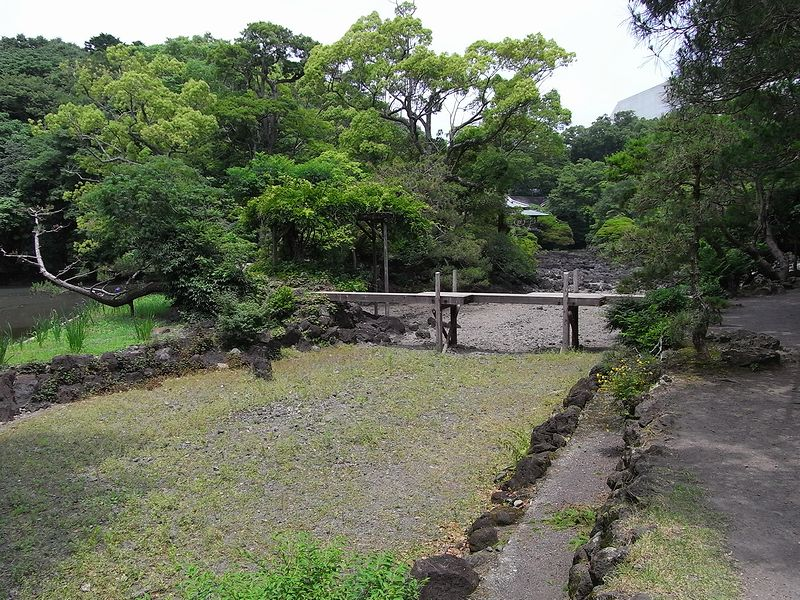
庭園（2008年6月18日撮影）
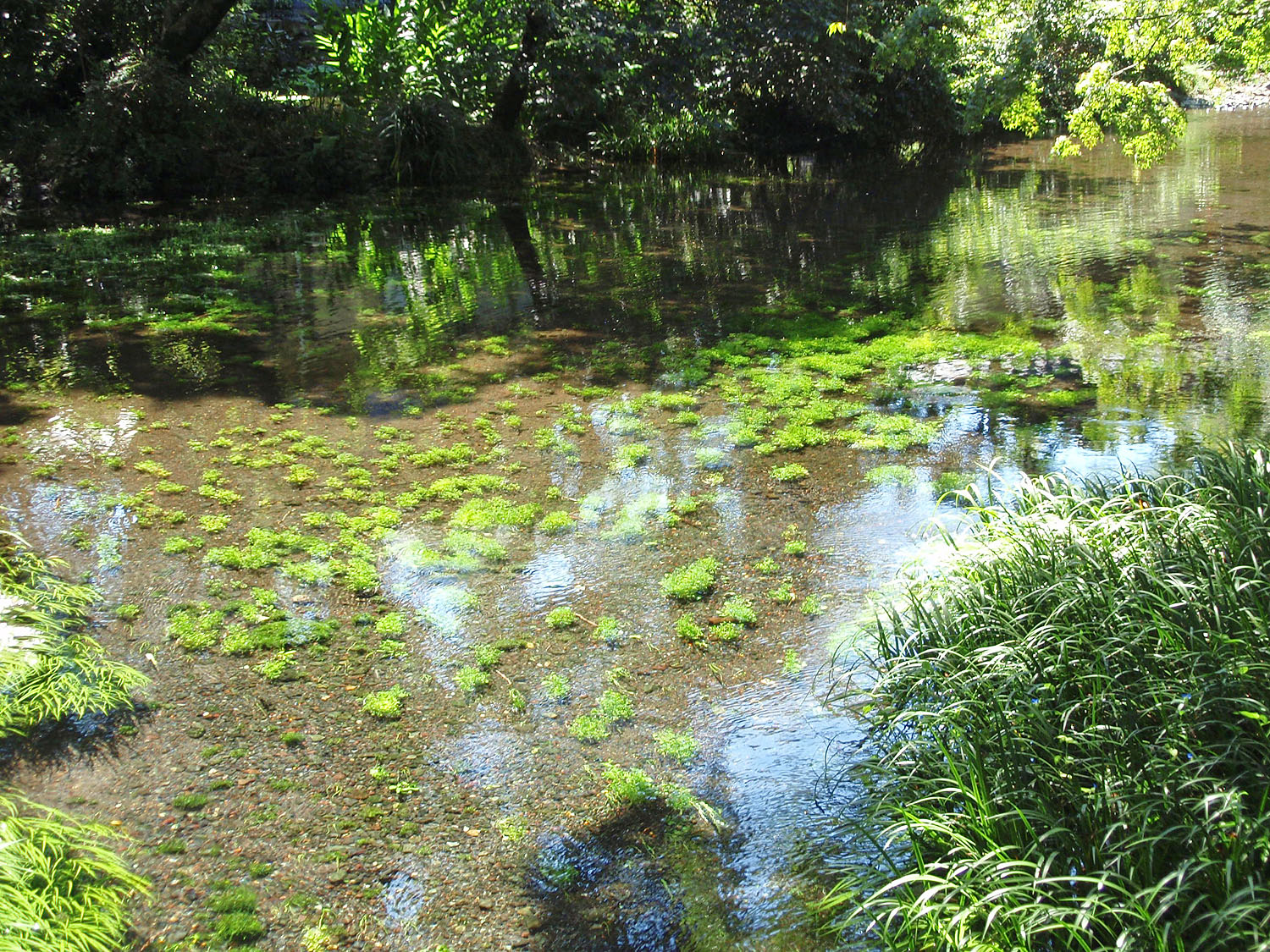
湧水による小川
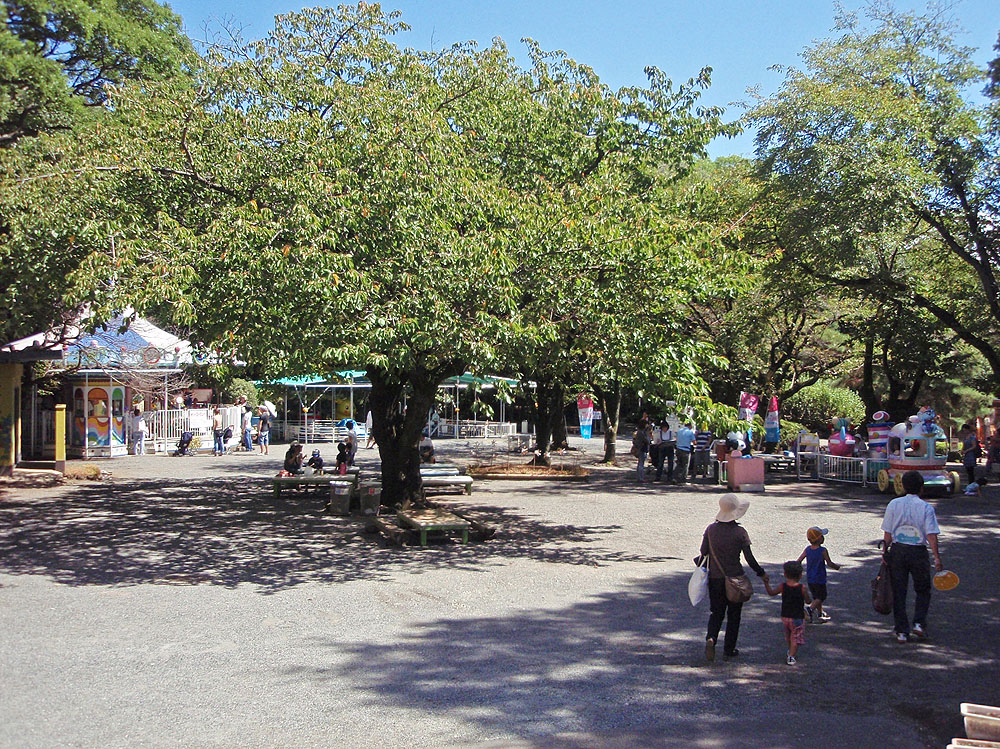
のりもの広場
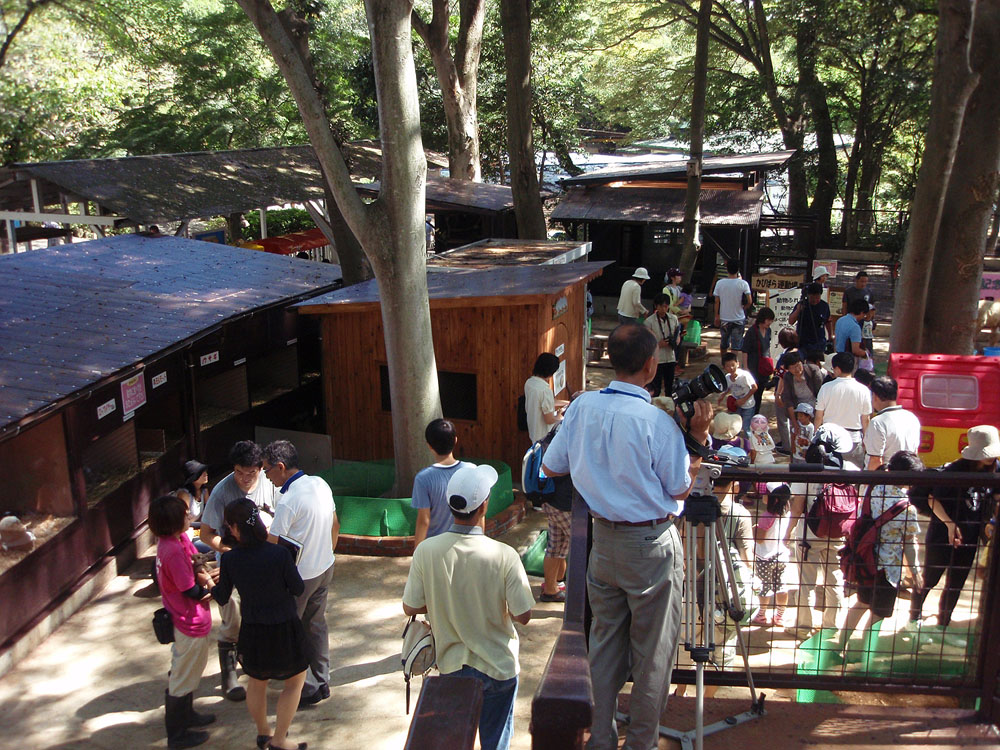
動物ふれあい広場
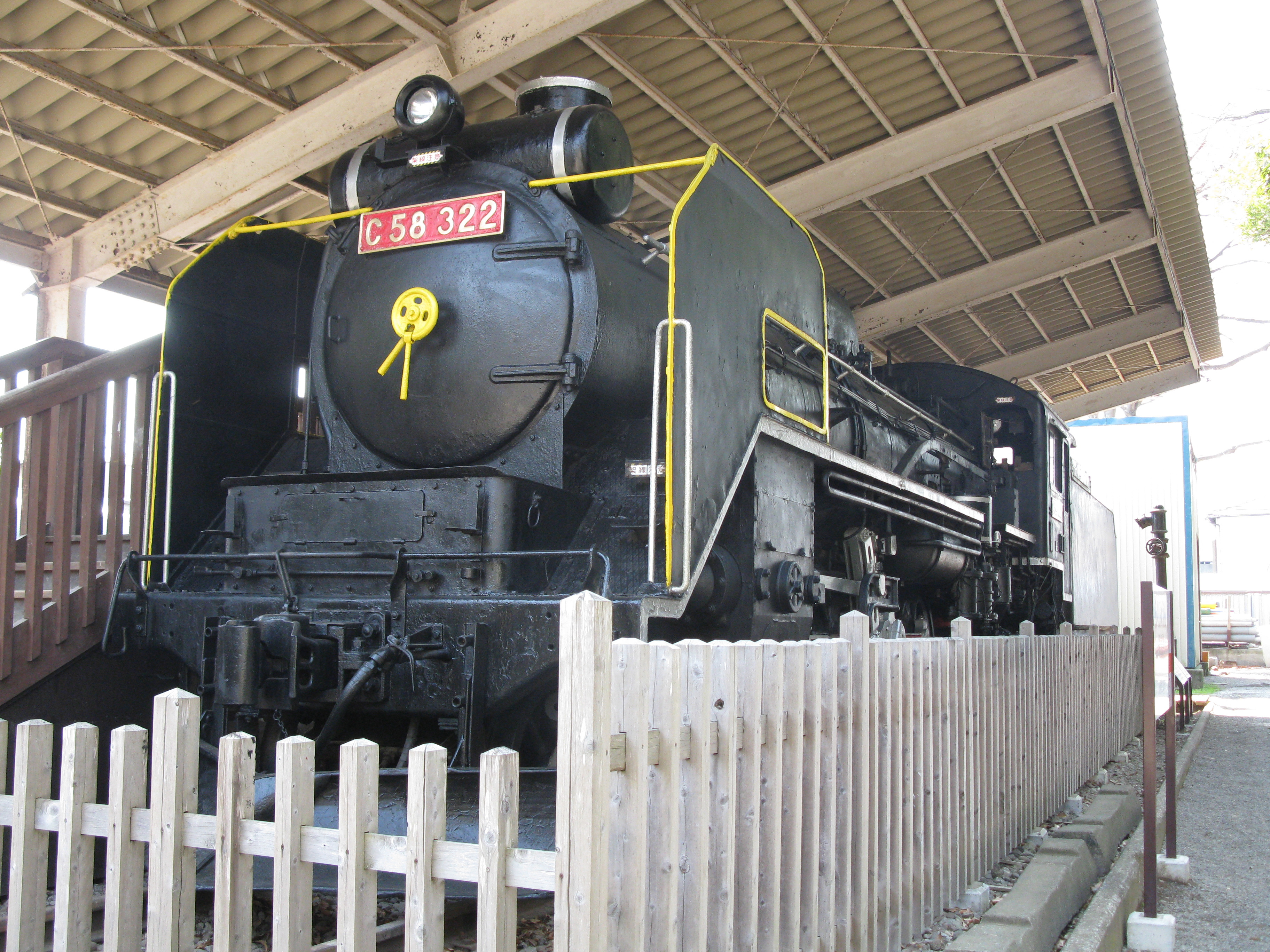
C58形322号機